# Ideoblothrus palauensis
Espèce
Synonymes
- Ideobisium palauense Beier, 1957

Ideoblothrus palauensis est une espèce de pseudoscorpions de la famille des Syarinidae.

## Distribution
Cette espèce est endémique des Palaos.

## Description
Le mâle holotype mesure 1 mm.

## Systématique et taxinomie
Cette espèce a été décrite sous le protonyme Ideobisium palauense par Beier en 1957. Elle est placée dans le genre Ideoblothrus par Muchmore en 1982.

## Étymologie
Son nom d'espèce, composé de palau et du suffixe latin -ense, « qui vit dans, qui habite », lui a été donné en référence au lieu de sa découverte, les Palaos.

## Publication originale
- Beier, 1957 : Pseudoscorpionida. Insects of Micronesia, vol. 3, p. 1-64 (texte intégral).